# Vlado Gotovac
Vlado Gotovac (* 18. September 1930 in Imotski als Vladimir Gotovac; † 7. Dezember 2000 in Rom) war ein jugoslawischer Dissident und politischer Gefangener sowie kroatischer Dichter und liberaler Politiker.

## Leben

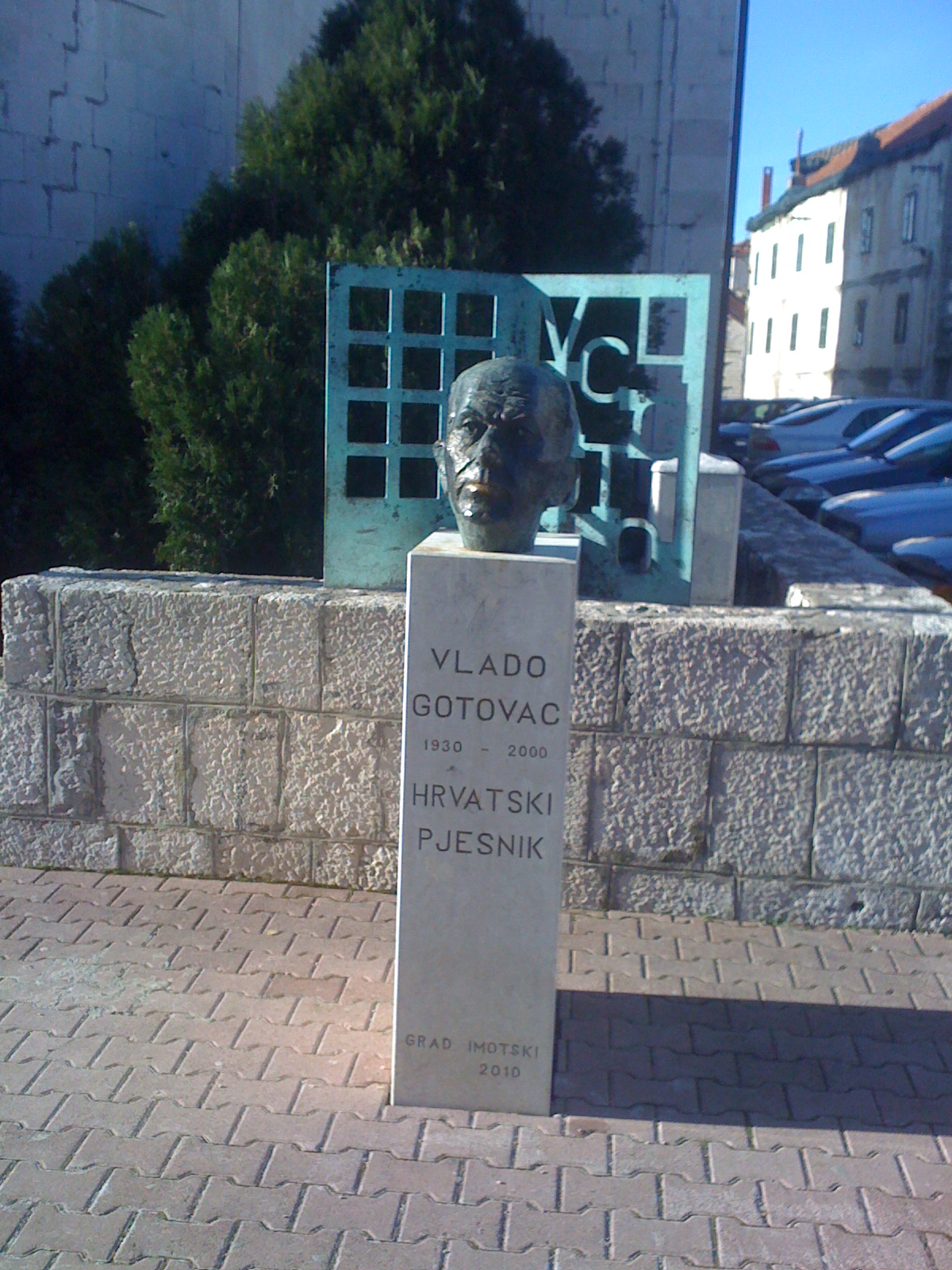
Denkmal für Gotovac in seiner Geburtsstadt Imotski

Vladimir Gotovac war ein bekannter und sehr talentierter Dichter. Der Dissident wurde zu Zeiten des kommunistischen Regimes im sozialistischen Jugoslawien jedoch als Nationalist stigmatisiert und verbrachte nach der Niederschlagung des Kroatischen Frühlings mehrere Jahre als politischer Gefangener im Gefängnis Stara Gradiška. In vielen seiner Interviews drückte Gotovac oftmals seine Frustration darüber aus, nicht über ausreichende Freiheiten zu verfügen, wie sie etwa Menschen in demokratischen Staaten genießen.
Gotovac wurde 1990 Berater des Direktors des kroatischen Fernsehens. Gotovac war ein Gründungsmitglied der kroatischen sozial-liberalen Partei (HSLS). Nach Differenzen mit anderen Parteimitgliedern über die Zukunft der Partei gründete er die Kroatische Liberale Partei (LS).
Gotovac war berühmt für seine legendäre Rede auf dem Krešimir-Platz in Zagreb vor dem damaligen Kommandogebäude des Militärgerichts der 5. Militärverwaltung in Zagreb am 30. August 1991. Diese Rede fand im Rahmen der Protestkundgebungen von Müttern von Soldaten statt, deren Söhne mit Gewalt zum Verbleib in der Jugoslawischen Volksarmee (JNA) gezwungen wurden. Nach seinem Tod wurde er auf dem Mirogoj-Friedhof in Zagreb beigesetzt.